# Here Comes Trouble
Here Comes Trouble é o décimo álbum de estúdio da banda Bad Company, lançado em Setembro de 1992.

## Faixas
Todas as faixas por Brian Howe e Terry Thomas, exceto onde anotado.
1. "How About That"
2. "Stranger Than Fiction"
3. "Here Comes Trouble"
4. "This Could Be the One"
5. "Both Feet in the Water" (Brian Howe/Mick Ralphs/Dave Colwell/Terry Thomas)
6. "Take This Town"
7. "What About You"
8. "Little Angel" (Brian Howe/Mick Ralphs/Terry Thomas)
9. "Hold on to My Heart"
10. "Brokenhearted"
11. "My Only One" (Simon Kirke/Larry Dvoskin)